# Rantau Panjang (Rantau Selamat)
Rantau Panjang is een bestuurslaag in het regentschap Aceh Timur van de provincie Atjeh, Indonesië. Rantau Panjang telt 2162 inwoners (volkstelling 2010).